# كريس هيغينز (موسيقي)
كريس هيغينز (بالإنجليزية: Chris Higgins)‏ هو موسيقي وعازف قيثارة أمريكي، ولد في 23 سبتمبر 1972.

## وصلات خارجية
- كريس هيغينز على موقع ميوزك برينز (الإنجليزية)
- كريس هيغينز على موقع أول ميوزيك (الإنجليزية)
- كريس هيغينز على موقع ديسكوغز (الإنجليزية)